# 목도리여우원숭이
목도리여우원숭이속(Varecia)는 곡비원류에 속하는 영장류로 여우원숭이과에서 현존하는 가장 큰 여우원숭이이다. 다른 여우원숭이들처럼, 이들은 마다가스카르 섬에서만 발견된다. 이전에는 단일 종으로 알려졌지만, 현재는 2종이 알려져 있다. 그 2종은 3개의 아종으로 나뉘는 흑백목도리여우원숭이와 붉은목도리여우원숭이이다.

## 하위 종
- 흑백목도리여우원숭이 (V. variegata)
- 붉은목도리여우원숭이 (V. rubra)

## 계통 분류
다음은 여우원숭이과 영장류의 계통 분류이다.

|  | \| \| 여우원숭이속 \| \| \| \| \| \| 대나무여우원숭이속 \| \| \| \| |
|  |                                                                     |
|  | 참여우원숭이속                                                      |
|  |                                                                     |
|  | 여우원숭이속                                                        |
|  |                                                                     |
|  | 대나무여우원숭이속                                                  |
|  |                                                                     |

|  | 여우원숭이속       |
|  |                    |
|  | 대나무여우원숭이속 |
|  |                    |

|  | \| \| 여우원숭이속 \| \| \| \| \| \| 대나무여우원숭이속 \| \| \| \| |
|  |                                                                     |
|  | 참여우원숭이속                                                      |
|  |                                                                     |
|  | 여우원숭이속                                                        |
|  |                                                                     |
|  | 대나무여우원숭이속                                                  |
|  |                                                                     |

|  | 여우원숭이속       |
|  |                    |
|  | 대나무여우원숭이속 |
|  |                    |